# جيمس ماكلين (لاعب غولف)
جيمس ماكلين (بالإنجليزية: James McLean)‏ هو لاعب غولف أمريكي، ولد في 16 سبتمبر 1978 في سيدني في أستراليا.

## وصلات خارجية
- جيمس ماكلين على موقع رابطة لاعبي الغولف المحترفين (الإنجليزية)
- جيمس ماكلين على موقع رابطة أوروبا للاعبي الغولف المحترفين (الإنجليزية)
- جيمس ماكلين على موقع رابطة اليابان للاعبي الغولف المحترفين (الإنجليزية)
- جيمس ماكلين على موقع التصنيف العالمي الرسمي للغولف (الإنجليزية)